# Uli Derickson
Ulrike Derickson (* 8. August 1944 in Aussig, Reichsgau Sudetenland; † 18. Februar 2005 in Tucson, Arizona; geborene Patzelt) war eine deutsch-amerikanische Flugbegleiterin. Während der Flugzeugentführung des TWA-Flugs 847 vom 14. Juni 1985 durch der Hisbollah nahestehende Terroristen trug sie wesentlich zur Deeskalation bei.

## Werdegang
Ulrike Patzelt wurde 1944 in Aussig geboren und 1945 mit ihren Eltern in die Sowjetische Besatzungszone vertrieben. Die Familie flüchtete später aus der DDR in die Bundesrepublik. Patzelt arbeitete als Au-Pair in Großbritannien und der Schweiz und wanderte 1967 in die Vereinigten Staaten aus, wo sie einige Jahre später Flugbegleiterin bei TWA wurde. Sie heiratete den Piloten Russell G. Derickson.
Am 14. Juni 1985 war Derickson als Chefstewardess auf dem TWA-Flug 847 von Athen in Richtung Rom eingesetzt. Während dieses Fluges wurde das Flugzeug nach Beirut entführt. Die beiden Entführer sprachen fast kein Englisch, aber Derickson konnte sich mit einem von ihnen auf Deutsch verständigen und gewann so ihr Vertrauen. Dies brachte sie für die nächsten 55 Stunden in den Mittelpunkt des Dramas, da sie nahezu für die gesamte Kommunikation an Bord als Dolmetscherin fungierte. Zu einem Zeitpunkt machte ihr einer der beiden Entführer einen Heiratsantrag. Das Flugzeug landete zunächst in Beirut, wo Derickson die Entführer erfolgreich dazu überreden konnte, 17 ältere Frauen und zwei Kinder freizulassen. Nach zwei Flügen von Beirut nach Algier setzte Derickson jeweils ihre eigene Kreditkarte zur Bezahlung des Flugbenzins ein, nachdem sich das Bodenpersonal geweigert hatte, die Maschine ohne Bezahlung aufzutanken, obwohl die Terroristen damit drohten, Passagiere zu töten. Ihre Karte wurde mit insgesamt rund 11.000 US-Dollar belastet. Auf Anweisung der Entführer sammelte  Derickson die Reisepässe aller Passagiere ein, anhand derer Juden unter ihnen identifiziert werden sollten. Entgegen zunächst in israelischen Medien verbreiteten Berichten, sie habe die Entführer bei der Aussonderung jüdischer Namen unterstützt – womit eine Parallele zur „Selektion“ zu ermordender Juden in den Vernichtungslagern des Holocausts hergestellt wurde – wurde später jedoch klargestellt, dass sie die von ihr verlangte Identifizierung abgelehnt und stattdessen zahlreiche Passagiere vor der Aussonderung bewahrt hatte. Derickson wurde am 15. Juni 1985 zusammen mit einer Gruppe von 65 Geiseln in Algier freigelassen.
Nach dem Ende des Geiseldramas war Derickson Anfeindungen seitens verschiedener Interessengruppen ausgesetzt. Unbegründete Berichte, davon einige in den Hauptnachrichtenmedien, behaupteten fälschlich, dass sie die Namen von jüdischen Passagieren an die Entführer verraten habe, was ihr Drohungen von extremistischen Gruppen einbrachte. Als die Wahrheit über ihre Leistungen, um die Passagiere zu schützen, bekannt wurde, wurde sie zum Ziel von Drohungen durch die andere Seite. Dericksons Familie zog von New Jersey nach Arizona um.
Derickson war später beratend für TWA, Delta Air Lines und das FBI hinsichtlich der Bewältigung von Krisen tätig. Bei dem Verfahren gegen Mohammed Ali Hamadi, einem der Entführer, die des Mordes an Robert Stethem beschuldigt waren, sagte sie als Zeugin aus. Er erhielt eine lebenslange Freiheitsstrafe.
Derickson arbeitete noch als Flugbegleiterin, nun für Delta Air Lines, als bei ihr im August 2003 Krebs diagnostiziert wurde. Sie starb am 18. Februar 2005 im Alter von 60 Jahren. Sie hatte einen Sohn und wurde von ihrer in Deutschland lebenden Mutter überlebt.

## Ehrungen
- 1985: Verdienstkreuz am Bande der Bundesrepublik Deutschland
- 1985: „Silver Cross for Heroism“ (Silbernes Kreuz für Heldenmut), als erste weibliche Empfängerin dieser seit 1957 durch den US-amerikanischen Veteranenverband Legion of Valor vergebenen Auszeichnung[5]

## Verfilmungen
Ein Fernsehfilm aus dem Jahre 1988, The Taking of Flight 847: The Uli Derickson Story (deutsch: 847 – Flug des Schreckens) wurde zunächst vom amerikanischen Sender NBC ausgestrahlt, 1991 lief die deutsche Synchronversion erstmals auf Pro Sieben. In dem Film wurde Uli Derickson von Lindsay Wagner gespielt. Der Film, an dem Derickson beratend mitwirkte, erhielt fünf Emmy-Nominierungen.
In dem Actionfilm Delta Force aus dem Jahre 1986 kommt ebenfalls eine Flugbegleiterin (gespielt von Hanna Schygulla) vor, die auf Derickson basiert.